# Ukrainisch-Orthodoxe Kirche (Kiewer Patriarchat)

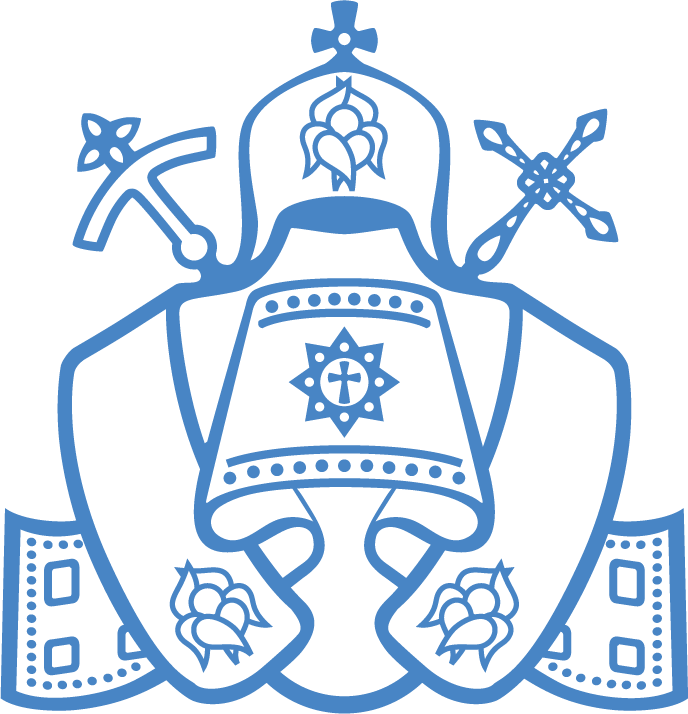
Emblem der Ukrainisch-Orthodoxen Kirche des Kiewer Patriarchats

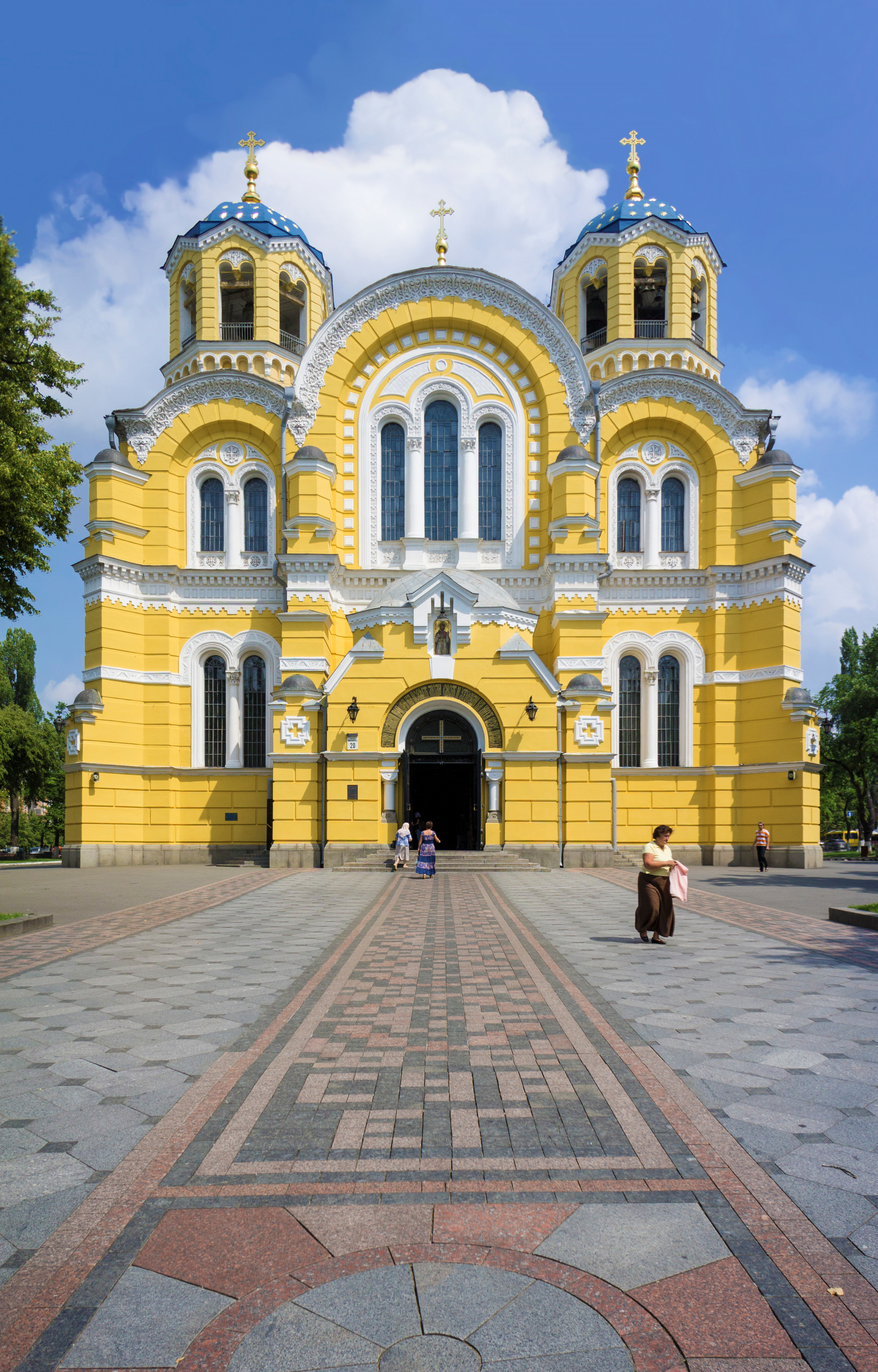
Wladimirkathedrale – Sitz der Ukrainisch-Orthodoxen Kirche des Kiewer Patriarchats

Die Ukrainisch-Orthodoxe Kirche des Kiewer Patriarchats (ukrainisch Українська православна церква Київського патріархату), auch Kiewer Patriarchat  (Київський патріархат); Abk. УПЦ КП (UPZ KP / wiss. Trans. UPC KP) bzw. UOK-KP, war eine Jurisdiktion der orthodoxen Kirche in der Ukraine, die 1992 nach der Weigerung der Russisch-Orthodoxen Kirche, ihrer Metropolie in der Ukraine Autokephalie zu gewähren, gegründet wurde und 2018 durch den Zusammenschluss mit der Orthodoxen Kirche der Ukraine aufgelöst wurde. Seit dem Juni 2019 lehnt ein kleiner Teil der UOK-KP diese Vereinigung ab und agiert wieder unter dem bisherigen Namen.

## Geschichte
Die Kirche wurde im Juni 1992 vom damaligen Metropoliten Filaret gegründet, nachdem er dem Moskauer Patriarchat die Leitung der Kiewer Metropolie und der gesamten Ukraine (also auch der Krim und des Donbass) entzogen hatte. Filaret verließ die Russisch-Orthodoxe Kirche und begründete die Ukrainisch-Orthodoxe Kirche des Kiewer Patriarchats. Neben seinen Unterstützern beteiligten sich auch Mitglieder des Episkopats der Ukrainischen Autokephalen Orthodoxen Kirche an der Gründung. Filaret wurde Stellvertreter von Patriarch Mstyslaw (gleichzeitig Patriarch der Ukrainischen Autokephalen Orthodoxen Kirche und der Ukrainischen Autokephalen Orthodoxen Kirche in der Diaspora).
Nach Mstyslaws Tod 1993 trennten sich die Wege der Kirchen wieder. Zum neuen Oberhaupt der Ukrainisch-Orthodoxen Kirche des Kiewer Patriarchats wurde Wolodymyr (Romanjuk) gewählt. Der nach Wolodymyrs Tod (1995) zum Patriarchen gewählte Filaret blieb zunächst dessen Stellvertreter.
Der Primas der Kirche trug den Titel eines Patriarchen von Kiew und der gesamten Ukraine mit Sitz in Kiew. Unter Filarets Führung wuchs die Anzahl der Pfarreien von 1200 im Jahr 1995 auf 4000, die Zahl der Bischöfe von 15 auf 38 und die Zahl der Eparchien von 12 auf 33 an. Einer im Dezember 2006 durchgeführten Umfrage zufolge hatten 30 Prozent der Kiewer Einwohner einen positiven Eindruck vom Kiewer Patriarchat. Zwölf Jahre später waren es 35 Eparchien, 5167 Gemeinden, davon 4807 aktiv, und 62 Klöster. Am 15. Dezember 2018 beschloss die Ukrainisch-Orthodoxe Kirche Kiewer Patriarchats die Selbstauflösung, um sich somit mit der Ukrainischen Autokephalen Orthodoxen Kirche zur Orthodoxen Kirche der Ukraine zu vereinigen, die dem Ökumenischen Patriarchat von Konstantinopel als Teilkirche untersteht.

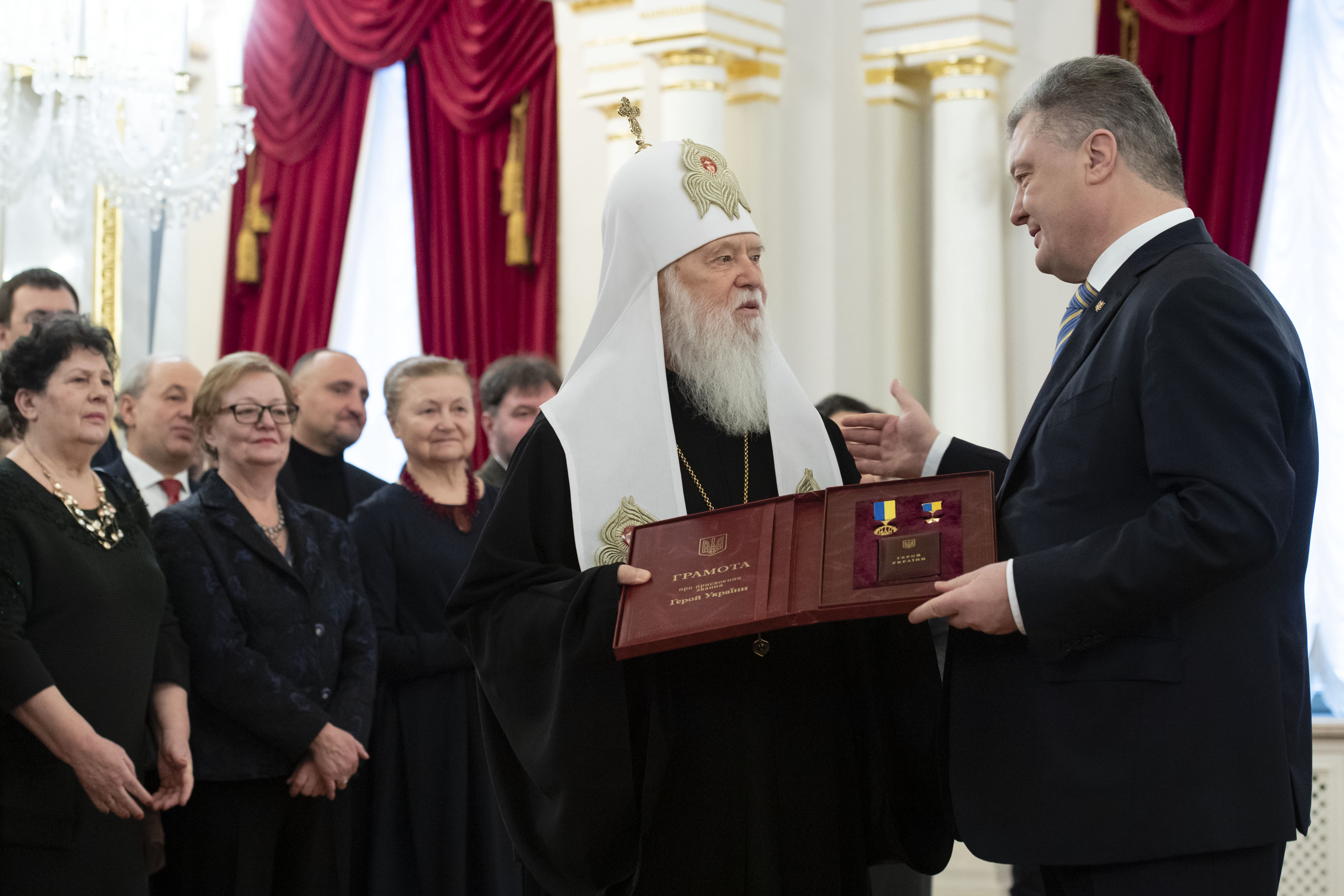
Expatriarch Filaret und Präsident Poroschenko bei den Feierlichkeiten zum Tag der Einheit der Ukraine (100 Jahre Akt Zluky, am 22. Januar 2019)

Ein halbes Jahr nach der Vereinigung zur Orthodoxen Kirche der Ukraine veranstaltete Filaret am 20. Juni 2019 eine Versammlung in der Wolodymyrkathedrale in Kiew, die die Wiedererstehung der Ukrainisch-Orthodoxen Kirche Kiewer Patriarchats beschloss, indem deren Selbstauflösung nicht anerkannt wurde. Erklärtes Ziel der UOK-KP ist es, eine ukrainisch-orthodoxe Kirche zu schaffen, die unabhängig von Moskau und Konstantinopel ist. Der Beschluss vom 20. Juni 2019 wurde wiederum von der Orthodoxen Kirche der Ukraine nicht anerkannt. Diese versuchte Filaret allerdings entgegenzukommen und sah ihn daher zunächst weiterhin als Bischof von Kiew der Orthodoxen Kirche der Ukraine, der jederzeit auf seinen Sitz zurückkehren könne.
Am 31. Juli 2019 bestätigte das Kulturministerium, dass die UOK-KP mit dem 15. Dezember 2018 aufgehört habe zu bestehen, nachdem Filaret am Vortag das Justizministerium um eine Verlängerung der Registrierung gebeten hatte. Am 8. Juni 2021 schloss sich auch der Oberste Gerichtshof dieser Sichtweise an und erklärte, dass er sich nicht in die Entscheidungen der religiösen Vereinigungen einmischen könne. Die UOK-KP habe die Auflösung beschlossen und Filaret diese unterzeichnet. Die Ukrainisch-Orthodoxe Kirche Kiewer Patriarchats agierte allerdings auch weiterhin als Kirche unter dem Patriarchen Filaret.
Im Februar 2020 zog der Heilige Synod der Orthodoxen Kirche der Ukraine (OKU) weitere Konsequenzen, nachdem er Filaret bereits im Sommer 2019 erste Rechte aberkannt hatte. Der Heilige Synod suspendierte Filaret und entzog ihm die kanonischen Rechte, betrachtete ihn aber weiterhin als Teil der OKU. Zudem wurde Filaret aus dem Heiligen Synod entfernt, da er sechsmal in Folge ohne triftigen Grund abwesend war. Mit diesem Schritt sind aus der Sicht der OKU alle Weihen Filarets ungültig und somit auch die der Bischöfe der Ukrainisch-Orthodoxen Kirche Kiewer Patriarchats. Erneut wurden Filaret und seine Anhänger zur Versöhnung mit der OKU ermahnt. Einen Tag später wurde bekannt, dass der Bischof von Ostmoldawien am 3. Februar 2020 um den Beitritt zur UOK-KP bat.
Der Standpunkt des Heiligen Synods der Orthodoxen Kirche der Ukraine wurde im Februar 2022 erneut bekräftigt. Zudem beschloss man, mehrere von Filaret geweihte Personen vor das kirchliche Gericht zu laden, da sie aktiv an der Kirchenspaltung der OKU mitwirkten, indem sie sich von Filaret weihen ließen. Auf dem Stand des Jahres 2021 weist die Ukrainisch-Orthodoxen Kirche Kiewer Patriarchats einen Metropoliten, zwei Erzbischöfe und zehn Bischöfe auf. Mehrere dieser Kirchenämter werden von jenen Personen bekleidet, die im Februar 2022 vom Heiligen Synod der Orthodoxen Kirche der Ukraine vorgeladen wurden.

## Liste der Patriarchen
- Mstyslaw (1992–1993)
- Wolodymyr (1993–1995)
- Filaret (1995–2018)